# Pontiac New Series
Pontiac 6-27 / New Finer 6-27/ New Series 6-28 — автомобили Pontiac, выпускавшиеся с 1926 по 1928 года. Это были первые автомобили компании, которая была создана в 1926 году как подразделение General Motors, призванное вместе с подразделением Oakland, в соответствии с идеей брэндов-сателлитов, заполнить нишу автомобилей среднего класса. 
В первый год производства модель называлась просто 6-27 (6 цилиндров, 1927 модельный год), она была представлена 1 марта 1926 года на Нью-Йоркском автосалоне. Автомобиль был построен на шасси Chevrolet Superior и отличался от него двигателем и чуть-более крупным кузовом. 6-27 был доступен в 2-дверных кузовах купе и седан и оборудовался 3,1-литровым бензиновым шестицилиндровым мотором с линейным расположением клапанов сверху двигателя. Мощность составляла 40 лошадиных сил (29 кВ). Коробка передач была механической 3-ступенчатой с однодисковым сухим сцеплением, и демпфируемым карданным валом. Тормоза были только на задних колёсах. Все колёса были деревянными. Спидометр автомобиля был размечен до 50 миль/час.
В августе 1926 года, в середине модельного года, появились 2- и 4-дверные кузова ландо. Автомобили продавались по прежнему как модели 1927 года. При цене в 825 долларов уже к концу года продажи почти достигли отметки 50 тысяч, а через год (к марту 1927) — почти 100 000 единиц, так как остальные автомобили с 6-цилиндровым двигателем были дороже, к тому-же у 6-27 он был достаточно мощен по тем временам. Таким образом, 6-27 встал на 13 строчку в списке самых продаваемых автомобилей в США и самой продаваемой моделью среди новых.
В январе 1927 года модель слегка обновили, изменив форму передних крыльев. Чтобы показать изменения, автомобиль назвали New Finer 6-27. Также появились 2-дверные кузова кабриолет и родстер. В остальном автомобиль не изменился.
К середине модельного года 6-27 снова претерпел небольшие изменения. Топливный бак стал немного меньше, а автомобиль стали продавать как модель 1928 года.
В январе 1928 года модель стали именовать New Series 6-28. Радиатор стал располагаться ниже, а формы кузова стали более размытыми. Модели с кузовом ландо стали называть «Sportsedan», на их базе начали производить автомобили с кузовом фаэтон.
В июле 1928 года 6-28 снова претерпел изменения. Двигатель получил другой карбюратор и теперь его мощность составляла 48 л. с. (35 кВ). Автомобиль продавался как модель 1928 года.
На следующий год New Series был заменён на серию моделей Big Six. всего за 3 года было продано 414 000 автомобилей.